# Костадин Кузманов
Костадин (Коста) Кузманов е български просветен деец от Южна Македония.

## Биография
Костадин Кузманов е роден на 18 март 1876 година в солунското село Киречкьой, тогава в Османската империя. Завършва български педагогически курс в Солунската българска мъжка гимназия през 1895 година.
Към 1902 година е преподавател в Енидже Вардар и оставя доклади за учебното и църковно-националното дело в града. Костадин Кузманов (споменат като Константин Атанасов от Никола Пасхов) е български учител в Енидже Вардар, влязъл във ВМОРО и през 1900 – 1901 година стоял начело на Ениджевардарския околийски революционен комитет. Остава в Енидже Вардар до юли 1902 година, след което се мести да учителства в Солун.